# Núbiai kőszáli kecske
A núbiai kőszáli kecske (Capra nubiana) az emlősök (Mammalia) osztályának párosujjú patások (Artiodactyla) rendjébe, ezen belül a tülkösszarvúak (Bovidae) családjába és a kecskeformák (Caprinae) alcsaládjába tartozó faj.
Korábban az alpesi kőszáli kecske (Capra ibex) alfajának vélték, Capra ibex nubiana név alatt.

## Előfordulása
Egyiptom, Etiópia, Izrael, Jordánia, Omán, Szaúd-Arábia, Szudán és Jemen területén honos. Sziklás, sivatagi hegyek lakója.

## Megjelenése
Testhosszúsága 105-125 centiméter, marmagassága 65-75 centiméter, testtömege körülbelül 50 kilogrammos. Szőrzete világos vörhenyesbarna, a hátsó végtagok halványabb árnyalatúak. A hasi rész szinte fehér, a farok felső része pedig sötétebb. A bakok mellső lábain és hátán sötét csík található, és sötét szakálluk van. A félkör alakú szarvak fel- és hátrafelé, majd lefelé görbülnek. Jóllehet mindkét nem rendelkezik szarvakkal, a bakoké sokkal nagyobb, mint a nőstényeké. A bakok szarva egészen 100 cm hosszúra nő, és a külső kanyarulaton 24-36 dudor található. A nőstények jóval vékonyabb, rövidebb szarva 35 cm hosszúra nőhet.

## Életmódja
A sivatagokban egynemű csordákban él, fűvekkel és levelekkel táplálkozik. A melegebb időszakot a magasabban lévő területeken vészeli át, az éjszakát védett helyeken, például barlangokban és kiálló sziklanyúlványok alatt tölti. A leopárd, a saskeselyű és a sasok zsákmányállata.

## Szaporodása
A párzási időszak a késő nyári hónapokra, főleg októberre esik. 5 hónapi vemhesség után, 1-2 utódot hoz a világra, általában márciusban, melyet még 3 hónapig gondoz. Ivarérettségét 2-3 éves korban éri el és maximum 17 évig él. A párzás idején a bakok nyaka, mellkasa, vállai, lábai felső részé és oldalának a színe sötétbarnára, szinte feketére változik.

## Védettsége
Az Természetvédelmi Világszövetség (IUCN) sebezhető fajnak minősítette, amely 1986-ban 1200-as lélekszámú populációval rendelkezett.

## Képek

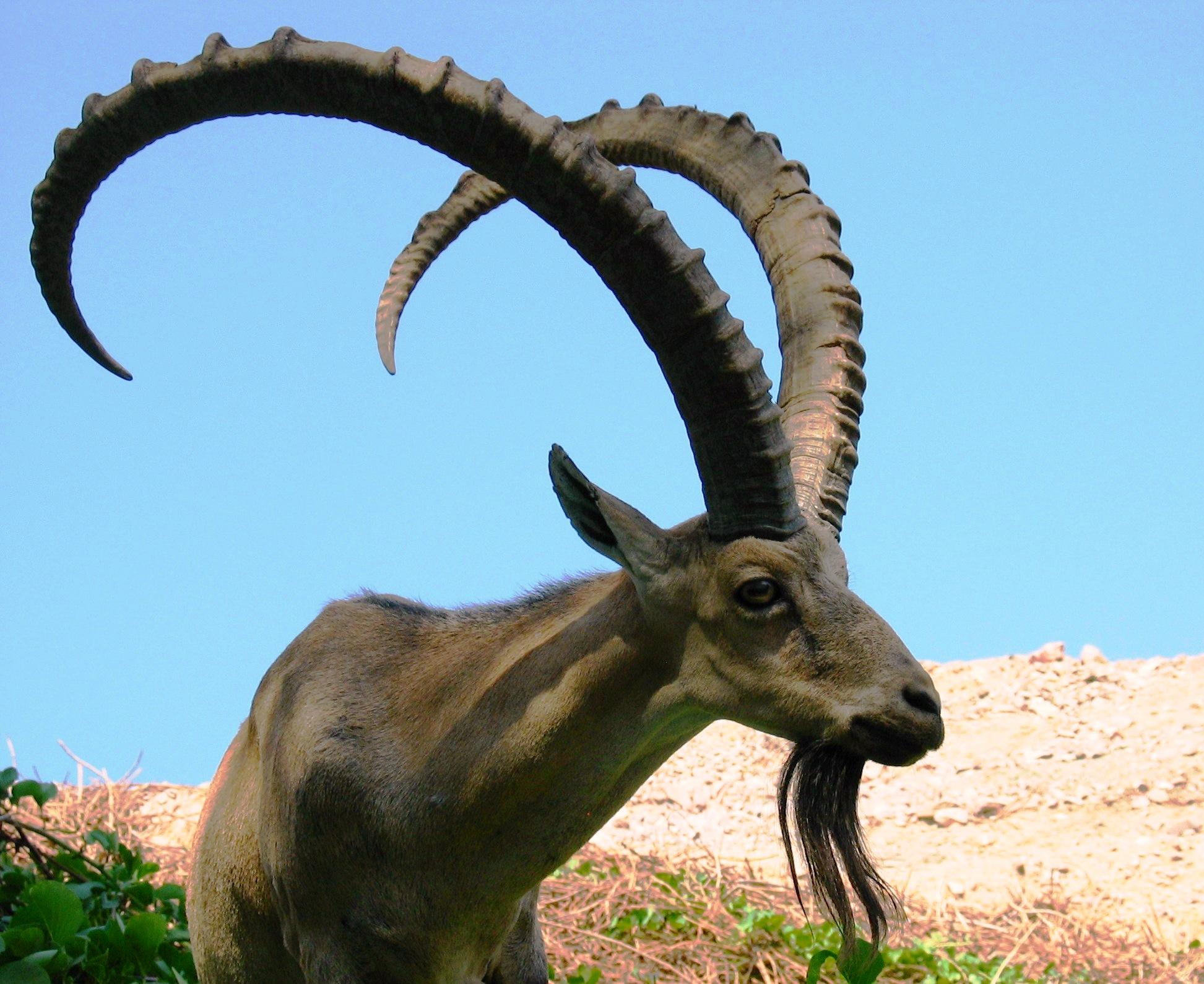
Bak
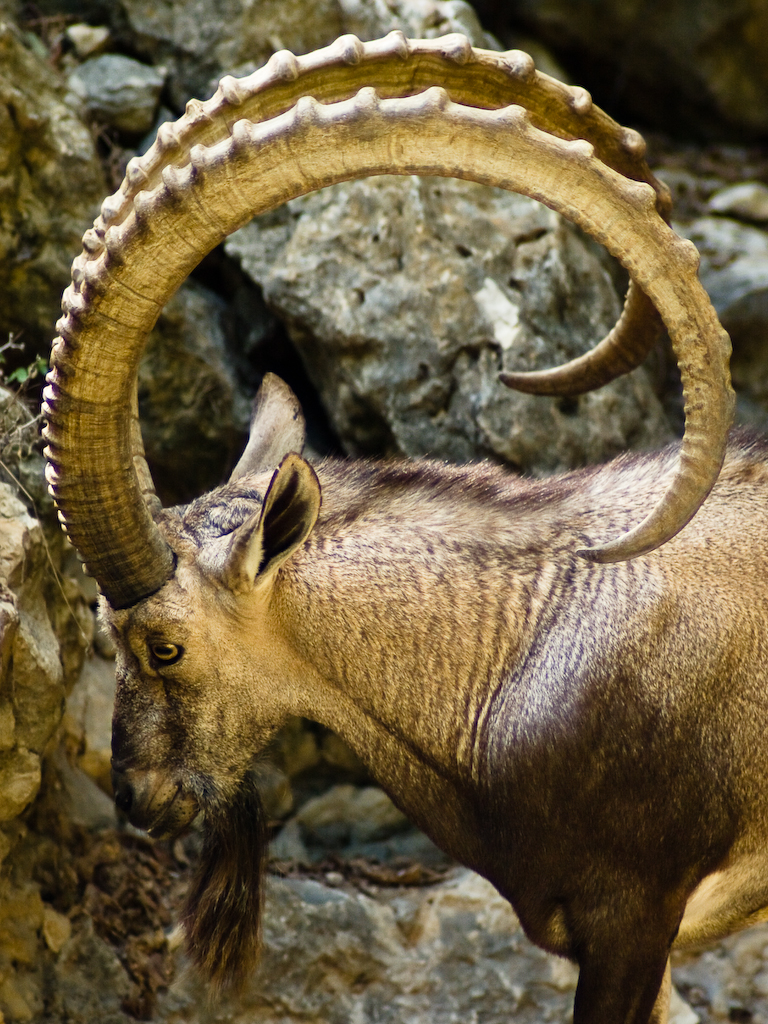
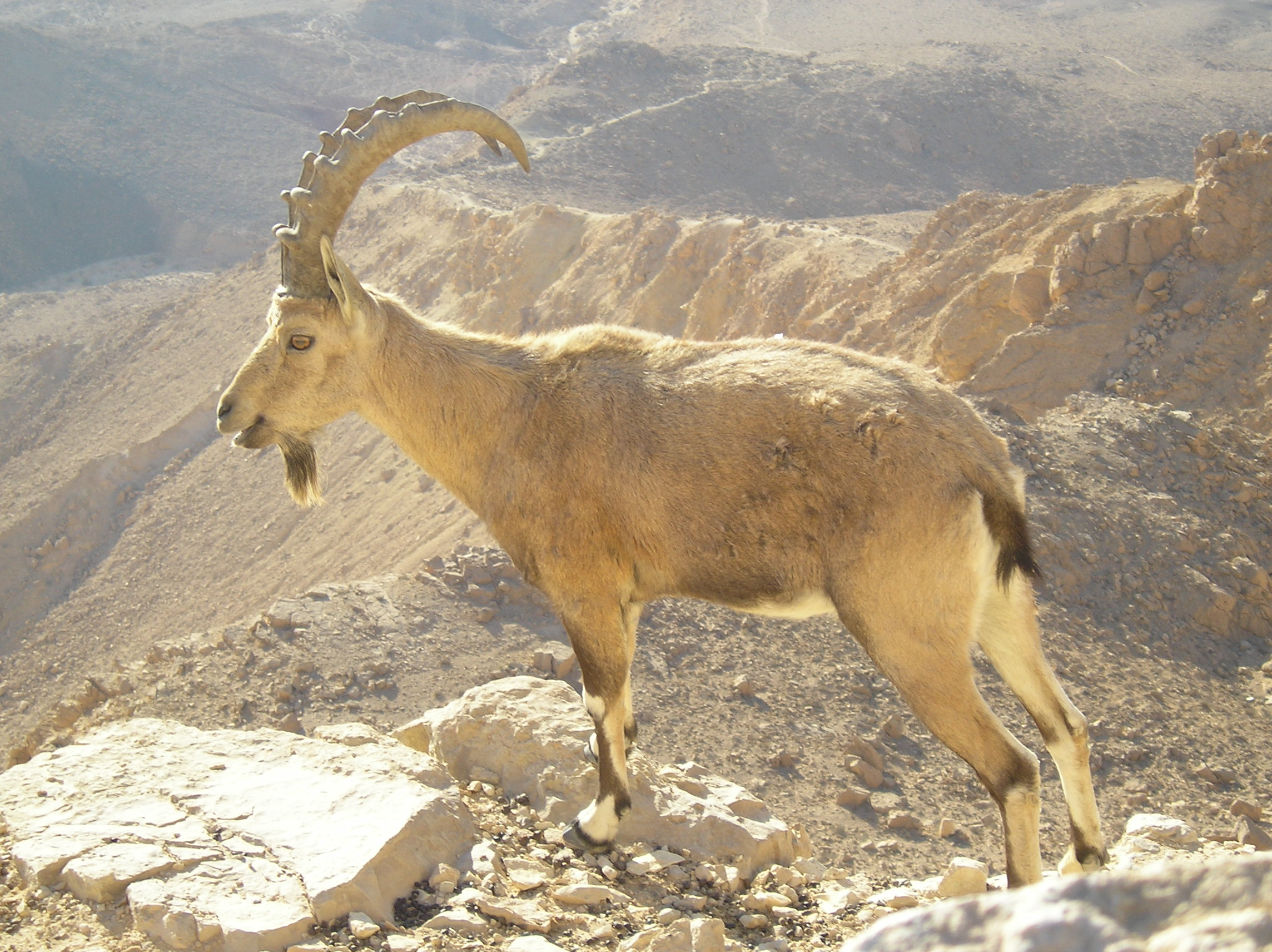
Núbiai kőszáli kecske bak az izraeli Negev-sivatagban
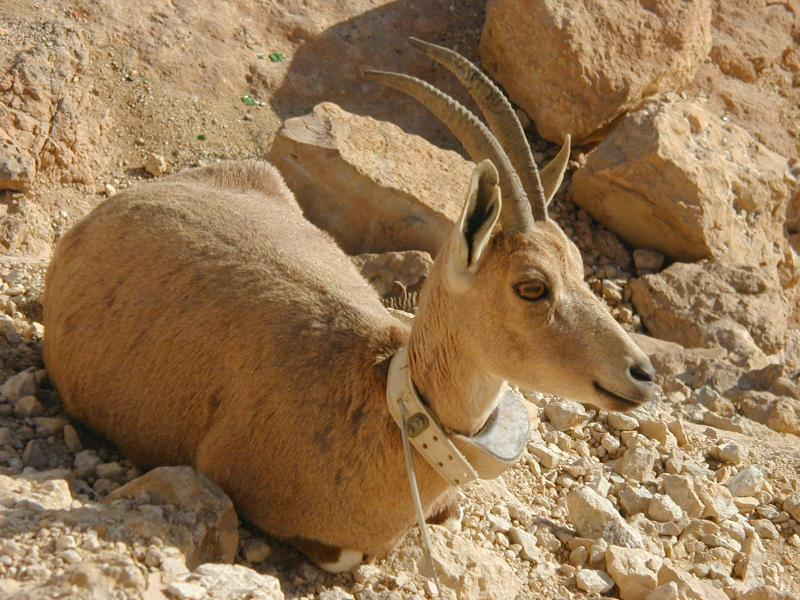
Nőstény rádiókövetős nyakörvvel
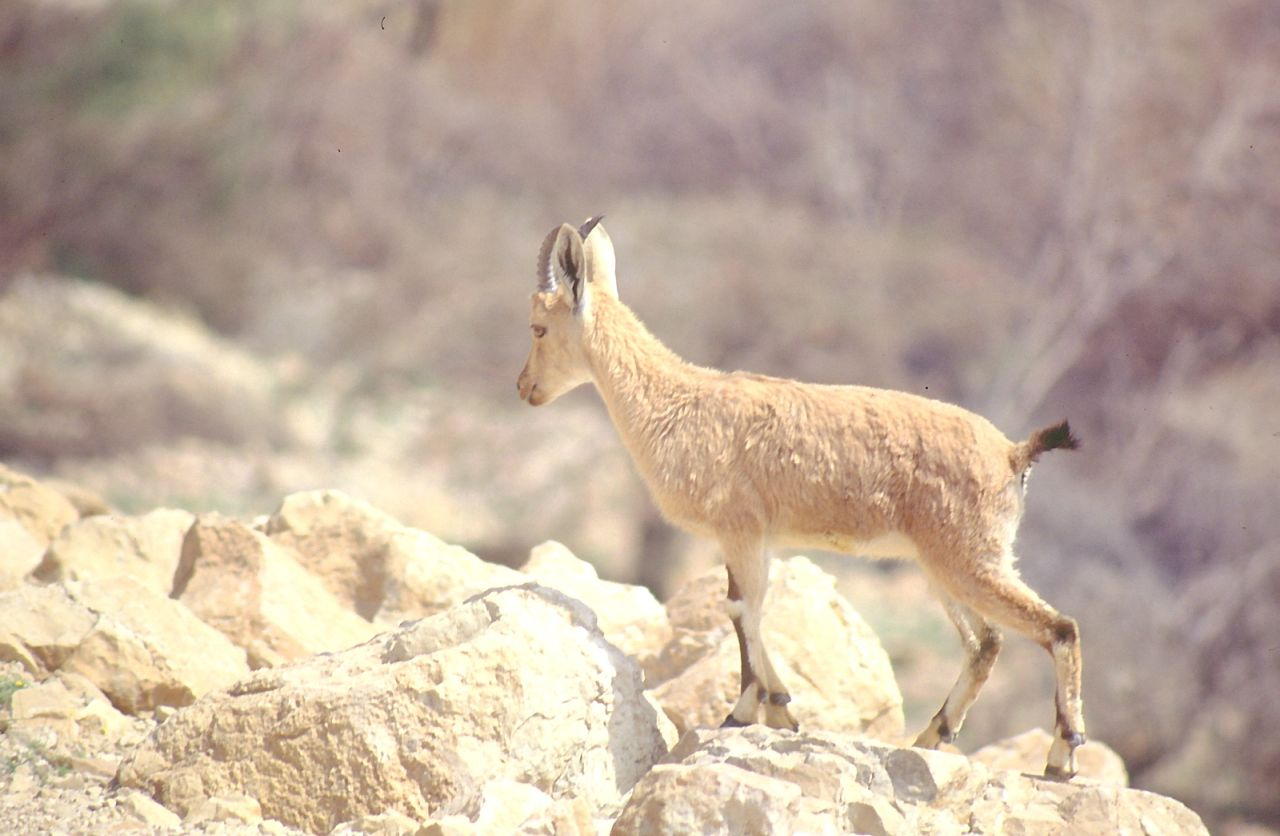
Gida